# Colleen Townsend

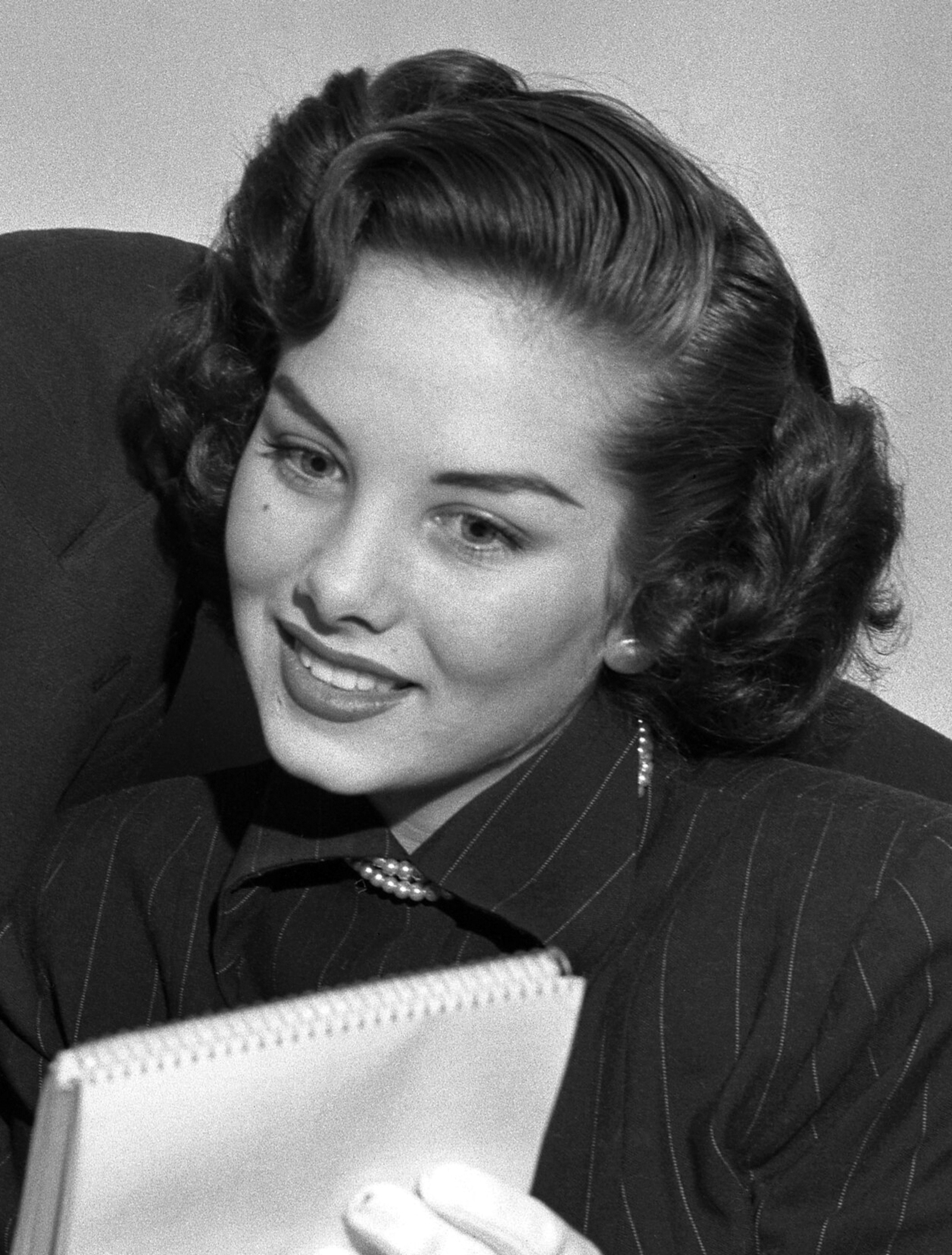
Colleen Townsend (1949)

Colleen Townsend Evans (* 21. Dezember 1928 in Glendale, Kalifornien) ist eine US-amerikanische Schauspielerin und Autorin. Ihre bekannteste Filmrolle spielte sie 1950 in der Komödie So ein Pechvogel.

## Leben
Colleen Townsend wurde 1928 im kalifornischen Glendale geboren und wuchs im Bundesstaat Utah auf, wo sie später während ihrer Collegezeit entdeckt wurde. Townsend begann ihre Filmkarriere 1944 mit kleinen Nebenrollen, ehe sie nach einigen Jahren auch in Hauptrollen zu sehen war. 1947 unterschrieb Townsend einen Vertrag bei 20th Century Fox. Ab 1947 war sie außerdem auf der Titelseite mehrere bedeutender US-amerikanischer Magazine zu sehen, darunter 1948 ein Cover des Life Magazine.
Zu den insgesamt 13 Filmauftritten von Colleen Townsend gehören kleine Nebenrollen in der Filmkomödie Scudda Hoo! Scudda Hay! sowie in Hollywood-Kantine. Eine ihrer wichtigeren Rollen war die der Marjorie Ransome im Filmdrama The Walls of Jericho. 1949 folgte ihre erste Hauptrolle in Chicken Every Sunday.
Ihren bekanntesten Auftritt als Schauspielerin hatte Townsend 1950 in der Filmkomödie So ein Pechvogel, wo sie erneut eine Hauptrolle spielte. Trotz zunehmender Erfolge und einem wöchentlichen Gehalt von 1000 US-Dollar gab Townsend noch im selben Jahr das Ende ihrer Schauspielkarriere bekannt, um sich fortan in der Presbyterianischen Kirche sowie für karitative Arbeit einzusetzen. Zudem absolvierte sie ein Studium in Theologie. Nach ihrer Heirat mit dem Pastor Louis H. Evans junior im selben Jahr hieß sie fortan Colleen Townsend Evans.
Nachdem sich das Paar mit Billy und Ruth Bell Graham angefreundet hatte, erklärte sich Colleen Townsend Evans dazu bereit, in zwei Filmen der Billy Graham Evangelistic Association mitzuspielen. Diese waren Oiltown, U.S.A. von 1950 und Souls in Conflict von 1954. In den folgenden Jahren setzte sie sich außerdem in der humanitären Arbeit ein und verfasste mehrere Bücher zum Thema Religion.
2008 starb Louis H. Evans junior an ALS. Das Paar hatte vier Kinder. Colleen Townsend Evans wohnt heute im kalifornischen Fresno.

## Filmografie
- 1944: Janie
- 1944: Musical Movieland (Kurzfilm)
- 1944: The Very Thought of You
- 1944: Hollywood-Kantine (Hollywood Canteen)
- 1945: Pillow to Post
- 1945: Sing Your Way Home
- 1948: Scudda Hoo! Scudda Hay!
- 1948: The Walls of Jericho
- 1949: Chicken Every Sunday
- 1950: So ein Pechvogel (When Willie Comes Marching Home)
- 1950: Again … Pioneers
- 1953: Oiltown, U.S.A.
- 1954: Souls in Conflict

## Bibliografie (Auswahl)
- 1977: Love Is an Everyday Thing
- 1978: Start Loving: The Miracle of Forgiving
- 1980: The Vine Life: The Intense, Loving, Demanding, Fruitful Relationship that Jesus Intended for His Followers
- 1982: A Deeper Joy